# Cercocarpus mexicanus
Cercocarpus mexicanus är en rosväxtart som beskrevs av J. Henrickson. Cercocarpus mexicanus ingår i släktet Cercocarpus och familjen rosväxter. Inga underarter finns listade i Catalogue of Life.